# Dividendrendement
Het dividendrendement is een uitdrukking uit de beleggingswereld. Het geeft aan welk rendement het op aandelen uitgekeerde dividend opbrengt. Men berekent het door de waarde van het totale jaarlijkse dividend te delen door de huidige koers van het aandeel.

## Berekening
{\displaystyle Dividendrendement={\frac {dividend~per~aandeel}{beurswaarde~per~aandeel}}*100\%}
Voorbeeld:

Een onderneming keert een jaarlijks stabiel dividend uit van € 0,75. Met een beurskoers van het aandeel van € 16,75 is het dividendrendement 4,48%.
{\displaystyle Dividendrendement={\frac {0,75}{16,75}}*100\%=4,48\%}

## Toepassing
Het dividendrendement is met name interessant bij de beoordeling van aandelen, die maar weinig koerswinst opleveren. Met een hoge payout ratio wordt van het dividend jaarlijks een relatief vast rendement gemaakt. Dit in tegenstelling tot aandelen die het van een koersstijging moeten hebben. Het toekomstige dividend is onzeker, maar de meeste bedrijven streven ernaar om een stabiel of licht stijgend dividend uit te keren. In crisissituaties wordt echter ook het dividend ter discussie gesteld.
Het dividendrendement is verantwoordelijk voor een groot deel van het totale rendement op aandelen. In de periode 1940 tot en met 2010, was voor de aandelen in de S&P 500 index de gemiddelde bijdrage van het dividend aan het totale resultaat 52,7%. In de periode 1990-2000 waarin de aandelenkoersen een zeer sterke stijging doormaakten, was de bijdrage van het dividend nog steeds 25%.

## Dividendrendement vergeleken met spaarrente
In een tijd van lage spaarrentes kan het aantrekkelijk zijn spaargeld niet op een spaarrekening te zetten, maar om te zetten in aandelen van bedrijven die een hoog dividendrendement combineren met een redelijk stabiele koers. Wanneer echter de vraag naar deze aandelen toeneemt, zal de koers daarvan hoger worden, zonder dat daaraan een hoger bedrijfsresultaat ten grondslag ligt. Tegelijkertijd daalt door de hogere koers het dividendrendement, omdat immers het uitgekeerde bedrag gelijk blijft. Het blijft dus opletten om op het juiste moment de aandelen weer te verlaten en terug te keren naar de spaarrekening.